# Rogério Marinho
Rogério Simonetti Marinho (Natal, 26 de novembro de 1963) é um economista e político brasileiro, filiado ao Partido Liberal (PL). É senador da República pelo estado do Rio Grande do Norte desde 2023, além de ter sido secretário especial da Previdência de 2019 a 2020 e ministro do Desenvolvimento Regional de 2020 a 2022, durante o governo Jair Bolsonaro. Anteriormente, foi deputado federal pelo Rio Grande do Norte e secretário de Desenvolvimento Econômico do Rio Grande do Norte no governo de Rosalba Ciarlini.
É neto do ex-deputado federal Djalma Marinho.

## Biografia
Natural de Natal, é filho de Valério Djalma Cavalcante Marinho e Sônia Maria Simonetti Marinho e neto do deputado Djalma Marinho. Estudou no Colégio Marista de Natal e graduou-se em Ciências Econômicas pela Faculdade Unificada para o Ensino das Ciências (UNIPEC), atual Universidade Potiguar (UnP). Trabalhou entre 1987 e 1989 como professor da rede estadual de ensino do Rio Grande do Norte.

## Carreira política
Iniciou a carreira política nas eleições de 1994, não sendo eleito. Em 2000, foi eleito suplente de vereador pelo Partido Socialista Brasileiro (PSB). Assumiu como vereador interino entre março de 2001 e março de 2003. Em 2004, foi eleito vereador com 9 009 votos. No seu primeiro mandato como titular na Câmara Municipal de Natal, foi responsável pela criação da Federação das Câmaras Municipais (FECAM/RN) e implantou o programa de inclusão digital do RN. Presidiu a Câmara Municipal entre 1 de janeiro de 2005 e 31 de dezembro de 2006.
Concorreu pela primeira vez ao cargo de deputado federal em 2006, sendo eleito com 130 063 votos. Em seu primeiro mandato na Câmara dos Deputados, Rogério Marinho relatou projeto que mudou as regras do FIES, possibilitando financiamento de 100% das mensalidades, uso de FGTS para amortizar dívidas, inclusão de mestrado e doutorado nos financiamentos e a criação do Fies solidário. Também foi relator da Proposta de Emenda a Constituição (PEC) da Desvinculação de Receitas da União (DRU), que determinou a revinculação de receitas da União para a Educação, o que garantiu recursos extras de R$ 23 bilhões para o ensino básico. Foi responsável pela criação, através de emenda parlamentar, do Metrópole Digital, projeto voltado ao desenvolvimento na área de tecnologia da informação em Natal.  Descontente pelo partido ter preterido sua candidatura à prefeitura em 2008 para apoiar Fátima Bezerra, Rogério deixou o PSB em maio de 2009 para filiar-se ao Partido da Social Democracia Brasileira (PSDB).
Nas eleições de 2010, não conseguiu a reeleição. Com 105 422 votos, foi o 7º candidato mais votado no na eleição e ficou na suplência de Betinho Rosado. Substituiu Betinho na Câmara dos Deputados por quase dois anos, enquanto o titular servia na Secretaria de Agricultura do Rio Grande do Norte. Neste período, fez parte da Comissão Especial do Plano Nacional de Educação, onde atuou como sub-relator do Ensino Médio e Profissionalizante. Foi um dos autores da emenda que destina 10% do PIB para a educação.
Candidatou-se a prefeito de Natal em 2012, ficando na 4ª colocação no pleito, com 10,16% dos votos válidos. Em 13 de dezembro do mesmo ano, foi empossado pela governadora Rosalba Ciarlini como Secretário de Desenvolvimento Econômico do Rio Grande do Norte. Como secretário, implantou o programa Pró-Sertão, voltado à atração de empresas de confecções para o interior do estado, e a iniciativa de planejamento estratégico Mais RN. Deixou o cargo em janeiro de 2014 para se dedicar pela segunda vez à sua candidatura a deputado federal, elegendo-se como o sexto mais votado do pleito, e o mais votado em Natal.
Em 2016, foi presidente da Frente Parlamentar Mista em Defesa do Comércio, Serviços e Empreendedorismo (CSE), uma das maiores do Congresso Nacional, que contou com o apoio de quase trezentos parlamentares. Também foi escolhido relator da comissão especial que analisou a modernização das leis trabalhistas no Brasil. Coordenou a bancada do PSDB na Comissão de Educação da Câmara, sendo um dos principais defensores da reforma do ensino médio e do projeto Escola Sem Partido.
Como deputado federal, votou a favor da admissibilidade do processo de impeachment de Dilma Rousseff. Já durante o Governo Michel Temer, votou a favor da PEC do Teto dos Gastos Públicos. Em abril de 2017 foi favorável à Reforma Trabalhista. Em agosto de 2017, votou contra o processo em que se pedia abertura de investigação do presidente Michel Temer, ajudando a arquivar a denúncia do Ministério Público Federal.
Nas eleições de 2018, foi novamente candidato a deputado federal pelo PSDB, mas não conseguiu ser reeleito. Com quase 60 000 votos, Rogério conquistou a segunda suplência de sua coligação.
Nas eleições estaduais de 2022, foi eleito senador da República pelo seu estado com 708 351 votos (41,85% dos votos válidos), concorrendo pelo Partido Liberal.
Em janeiro de 2023, o Partido Liberal lançou a candidatura de Marinho na disputa pela presidência do Senado. Na eleição da presidência o senador não logrou êxito na disputa e foi derrotado pelo senador Rodrigo Pacheco, que com o apoio do Governo Lula conquistou 49 votos contra 32 votos de Rogério Marinho, aliado do ex-presidente Jair Bolsonaro.

## Governo Bolsonaro

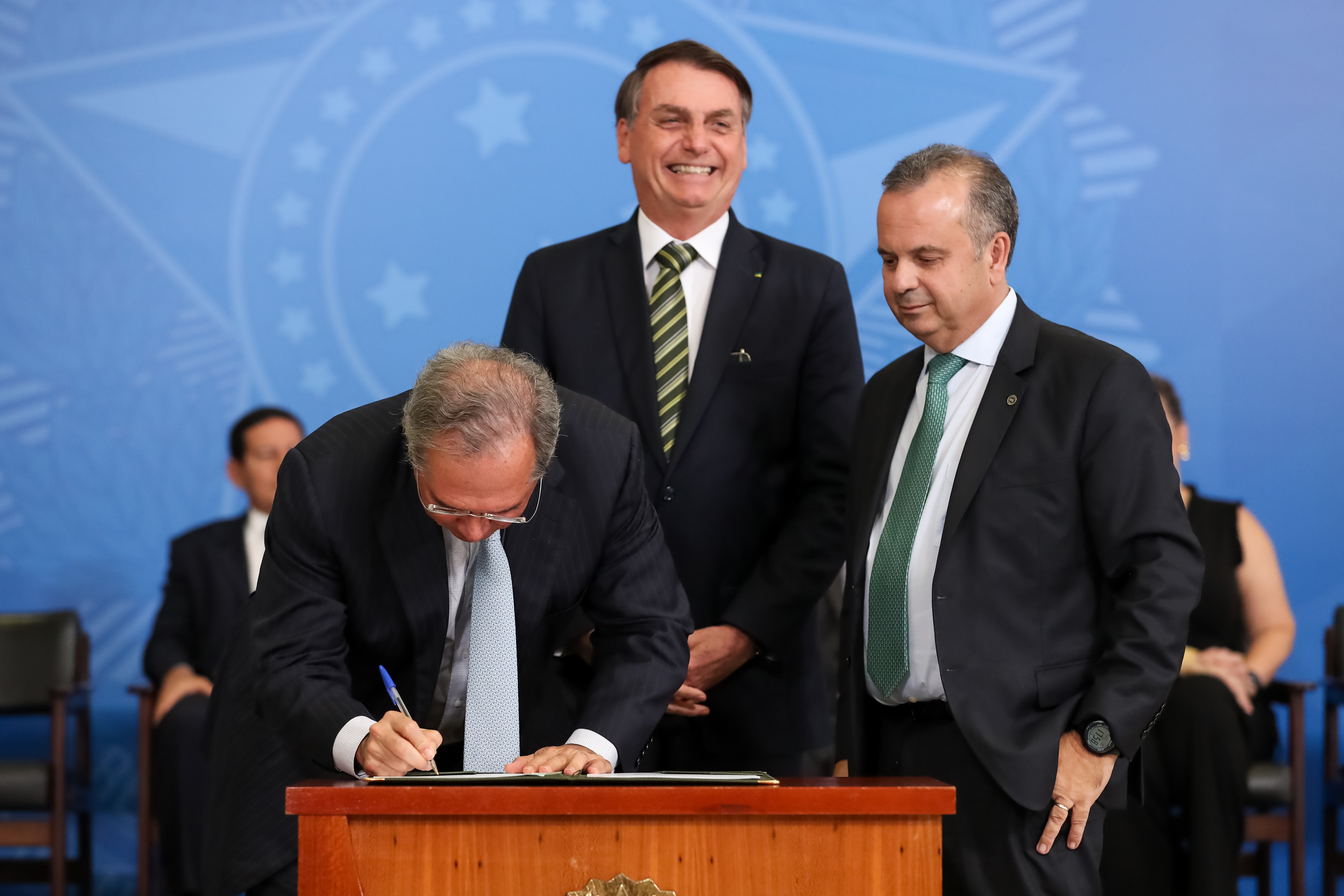
Então secretário Rogério Marinho com o Presidente Jair Bolsonaro e o Ministro Paulo Guedes

Em dezembro de 2018, foi anunciado pelo ministro da Economia Paulo Guedes como secretário especial da Previdência Social e Trabalho no governo Jair Bolsonaro, ele foi apresentado a Guedes pela deputada Bia Kicis logo na transição e ele se encaixou no perfil que o ministro buscava. Sua nomeação foi criticada por certos setores da sociedade civil por causa de sua prévia atuação como relator da reforma trabalhista do Governo Temer e pelo impacto que poderia ter na futura proposta de reforma da previdência do governo.
Como Secretário, focou o primeiro ano de sua gestão na Reforma da Previdência, sendo um dos responsáveis em relação ao texto base enviado ao Poder Legislativo e na articulação de sua aprovação, frequentemente indo à Câmara dos Deputados defender aspectos da reforma. No final, a PEC foi aprovada e Marinho passou a ser visto como uma das figuras centrais do governo. O outro projeto do Secretário foi a chamada "Carteira Verde-Amarelo" que visava combater o desemprego por meio de incentivos fiscais. A proposta foi duramente criticada pela oposição por buscar se financiar por meio da taxação do auxílio desemprego.
Em 6 de fevereiro de 2020, assumiu o Ministério do Desenvolvimento Regional substituindo Gustavo Canuto, que foi enviado para o Dataprev a fim de melhorar as filas do INSS e seguindo críticas na gestão de Canuto em relação ao Minha Casa, Minha Vida. Rogério Marinho foi escolhido para a pasta de Desenvolvimento Regional devido à sua gestão como Secretário de Previdência Social e Trabalho e a sua boa relação com o Congresso Nacional, especialmente para servir como um interlocutor entre os parlamentares das regiões Norte, Nordeste e Centro-Oeste com as propostas de governo de reforma tributária e mudanças no pacto federativo.
Devido à pandemia de COVID-19 no Brasil e seus impactos econômicos, Rogério Marinho, junto com outros ministros, formularam um programa de recuperação econômica chamado "Pró Brasil", que levaria a um aumento dos gastos públicos do governo. O plano foi criticado por Paulo Guedes, por considerá-lo "fiscalmente irresponsável", o comparando ao Programa de Aceleração do Crescimento (PAC), lançado em janeiro de 2007 durante o segundo mandato do Governo Lula e continuado no Governo Dilma. Segundo Guedes, o PAC teria "afundado o Brasil", com desperdício de recursos públicos em obras que não foram concluídas. Para ele, seria necessário investimento privado para executar o programa proposto por Marinho.
Ocupou o cargo de ministro do Desenvolvimento Regional até 31 de março de 2022, quando foi publicada sua exoneração no Diário Oficial da União para se candidatar a uma vaga no Senado pelo Rio Grande do Norte nas eleições de 2022.

## Desempenho em eleições
| Ano  | Eleição                         | Partido | Candidato a       | Votos   | %                 | Resultado  | Ref    |
| ---- | ------------------------------- | ------- | ----------------- | ------- | ----------------- | ---------- | ------ |
| 1994 | Estadual do Rio Grande do Norte | PSB     | Deputado Estadual | 2.930   | n/a               | Não Eleito | [ 7 ]  |
| 2000 | Municipal de Natal/RN           | PSB     | Vereador          | 4.785   | n/a               | Suplente   | [ 10 ] |
| 2004 | Municipal de Natal/RN           | PSB     | Vereador          | 9.009   | 2,39%             | Eleito     |        |
| 2006 | Estadual do Rio Grande do Norte | PSB     | Deputado Federal  | 130.063 | 8,01%             | Eleito     |        |
| 2010 | Estadual do Rio Grande do Norte | PSDB    | Deputado Federal  | 105.422 | 6,38%             | Suplente   | [ 15 ] |
| 2014 | Estadual do Rio Grande do Norte | PSDB    | Deputado Federal  | 81.534  | 5,16%             | Eleito     |        |
| 2018 | Estadual do Rio Grande do Norte | PSDB    | Deputado Federal  | 59.961  | 3,72%             | Suplente   | [ 22 ] |
| 2022 | Estadual do Rio Grande do Norte | PL      | Senador           | 708.351 | 41,85% (1° Lugar) | Eleito     | [ 24 ] |